# Губерт Раудашль
Губерт Раудашль (нім. Hubert Raudaschl, 26 серпня 1942) — австрійський яхтсмен.
Срібний призер Олімпійських Ігор 1968 (Фінн), 1980 (Зоряний) років, учасник 1964, 1972, 1976, 1984, 1988, 1992, 1996 років.